# 晃和丸
晃和丸（こうわまる）は、1941年進水の日本の貨客船。日本統治下の朝鮮半島本土と済州島の間を結ぶ航路に就航したが、太平洋戦争末期の1945年5月に空襲で撃沈され、疎開する民間人ら257人以上が死亡した。

## 船歴
1941年（昭和16年）3月に米子造船所で進水した、総トン数383トンの小型貨客船である。船主は西日本汽船で、日本統治下の朝鮮の釜山港に船籍を置いていた。
太平洋戦争中も引き続き西日本汽船によって運航され、1943年（昭和18年）10月11日付で、民間船舶のまま乗員が海軍軍属待遇となる海軍指定船としての指定を受けた。戦争末期に「晃和丸」は、済州島と朝鮮半島本土の木浦港を結ぶ唯一の船便であったが、後述のとおり、1945年（昭和20年）5月7日にアメリカ軍機の空襲で撃沈された。

## 撃沈
「晃和丸」の最後の航海が行われた1945年当時、朝鮮半島沿岸でも日本の海上交通は危険な状態にあり、同年4月14日には済州島の翰林港沖にアメリカ海軍潜水艦「ティランテ」が侵入してモシ02船団の「壽山丸」と護衛の「能美」・第31号海防艦を撃沈していた。
1945年5月7日午前7時、「晃和丸」は済州港から最後の航海に出航した。韓国文化放送済州放送局制作のドキュメンタリー番組『晃和丸の悲鳴』（1993年8月15日放送）によれば、定員350人に対して疎開希望者が殺到し、750人以上が乗船したという。韓国文化放送『晃和丸の悲鳴』は「晃和丸」を日本軍の疎開命令による済州島からの疎開船第1号としているが、山辺（1999年）によれば「晃和丸」は定期旅客船で、軍が関与した疎開船第1号は1945年7月の「豊栄丸」である。また、『ハンギョレ』によれば、日本軍徴兵者も乗船していた。
5月7日午前10時から10時30分頃、「晃和丸」が湫子島に入港直前、アメリカ軍機が飛来して1回目の空襲を受けたが人的損害はなかった。しかし、湫子島を出港して午後1時頃にフェンガン島付近を通過しようとする時、再びアメリカ軍機が飛来して爆撃を受けた。1発目の爆弾が船長室脇の2等船室に命中、2発目の爆弾が機関室に命中して船体は炎上、沈没した。船客が民間旅客船であることを示そうと白いチマを振ったりしたが、アメリカ軍機は旋回しつつ甲板や海上漂流中の乗客に機銃掃射を加えた。日本軍艦艇による救助活動が行われたが、『ハンギョレ』によれば257人が死亡、韓国文化放送『晃和丸の悲鳴』によれば死者は520-600人に上る。船員の戦死者は2人であった。なお、5月5-7日、朝鮮半島近海では「虎丸」（宇和島運輸、503トン）・「辰千代丸」（辰馬汽船、6873トン）・「第二宏山丸」（山本汽船、6886トン）・「樺丸」（日本製鐵、884トン）など日本船多数が空襲で撃沈されている。